# Fuchsia hypoleuca
Fuchsia hypoleuca är en dunörtsväxtart som beskrevs av Ivan Murray Johnston. Fuchsia hypoleuca ingår i släktet fuchsior, och familjen dunörtsväxter. Inga underarter finns listade i Catalogue of Life.